# حجامة
الحجامة ومن يعمل بها الحجَّام، هي العلاج عن طريق مص وتسريب الدم بكؤوس تُسمى المحاجم. ويكون بطريقتين : الحجامة الرطبة والحجامة الجافة. وهي طريقة طبية قديمة كانت تستخدم لعلاج كثير من الأمراض. علميًا، انتُقدت الحجامة بكونها علمًا زائفًا وممارستها دجل. على الرغم من الادعاءت بمساهمتها في علاج بعض الحالات كارتفاع الحرارة، وألم أسفل الظهر المزمن، والشهية الضعيفة، وضعف الهضم، وارتفاع ضغط الدم، والأنيميا، إلا أنه لا يوجد أي دليل علمي على وجود أي فائدة صحية لها، كما أن لها أضرارًا خاصة الحجامة الرطبة والنارية.

## رأي العلم الحديث
مثَّلت الحجامة جزءاً أساسيًّا من الممارسات الطبية التقليدية في العديد من المجتمعات، إلا أنه بعد أن انتشر الطب الغربي في بلاد العالم أجمع، تراجع استخدامها، فظلت مجرد ممارسة تقليدية، ولم تدخل حتى الآن في الكتب الطبية الحديثة كطريقة علاجية. حيث لا تتوفر عنها دراسات وفق المعايير العلمية الحديثة. فوفقاً لجمعية السرطان الأمريكية، «الدليل العلمي الموجود لا يدعم الحجامة كعلاج للسرطان أو أي مرض آخر».
مثل العديد من طرق العلاج التقليدية الأخرى، قد يصعب القيام بتجارب طبية ثنائية التعمية التي لا تأخذ في اعتبارها الآثار الإحائية. لقد أكد كل من سيمون سينغ وإدزارد إرنست في كتابهما الذي نشر في عام 2008، أنه لا توجد أية أدلة علمية تدعم وجود آثار إيجابية لعلاج أية حالة طبية بالحجامة.
ما زال استخدام الحجامة بإيران منتشراً طبقاً لدراسة (Nimrouzi et al.، 2014) يعمل العلاج بالحجامة على إزالة النسيج الندبي (المتشوه).
كثيراً ما يصاحب العلاج بالحجامة العديد من المخاطر لأنها تمارس من قبل أشخاص لا يتمتعون بخلفية طبية. تشير الأبحاث إلى أن هذه المخاطر تشمل التوسيع وعائي وتمزق الأوعية الدموية والاستسقاء. من الجدير بالذكر أن الأشخاص الذين يعانون من السمنة أو النحافة المفرطة أكثر عرضة لتلك المخاطر. ولهذا تعرضت أساليب العلاج بالحجامة للنقد من تجاه معارضي أساليب الطب البديل.
وفقاً لدراسة علمية أجريت للمقارنة بين الدم المأخوذ من الوريد والدم المستخرج بعد الحجامة، تبين أنه هناك اختلافاً بينهما من حيث التركيب. حيث كان دم الحجامة يحوي نسبة أكبر من المواد كحمض اليوريك، والكولسترول، والدهون الثلاثية. في حين لم يختلف دم الحجامة كثيراً عن الدم الوريدي من حيث كريات الدم البيضاء، لكنه فاق الدم الوريدي كثيرًا من حيث كريات الدم الحمراء والهيموغلوبين، في حين احتوى دم الحجامة نسبة أقل من الصفائح الدموية مقارنة بالدم الوريدي. وأشارت دراسة أخرى أيضا إلى وجود «اختلافات معتبرة» بين دم الحجامة والدم الوريدي من حيث التركيب الكيميائي الحيوي، والهيماتولوجي، وتركيب عوامل المناعة.

## رأي الطب التقليدي
يدعي أنصار العلاج بالحجامة أنه يعمل على تحسين حالة الجسم البدنية والنفسية بالإضافة لعلاج العديد من الاضطرابات الدموية مثل الأنيميا والناعور وبعض حالات الروماتيزم وبعض الاضطرابات الجلدية مثل الالتهابات وحب الشباب ويدعي البعض بأنه يعمل على رفع الخصوبة عند الإناث. لكن هذه الادعاءات لا يدعمها الطب الحديث.

### الحجامة الرطبة

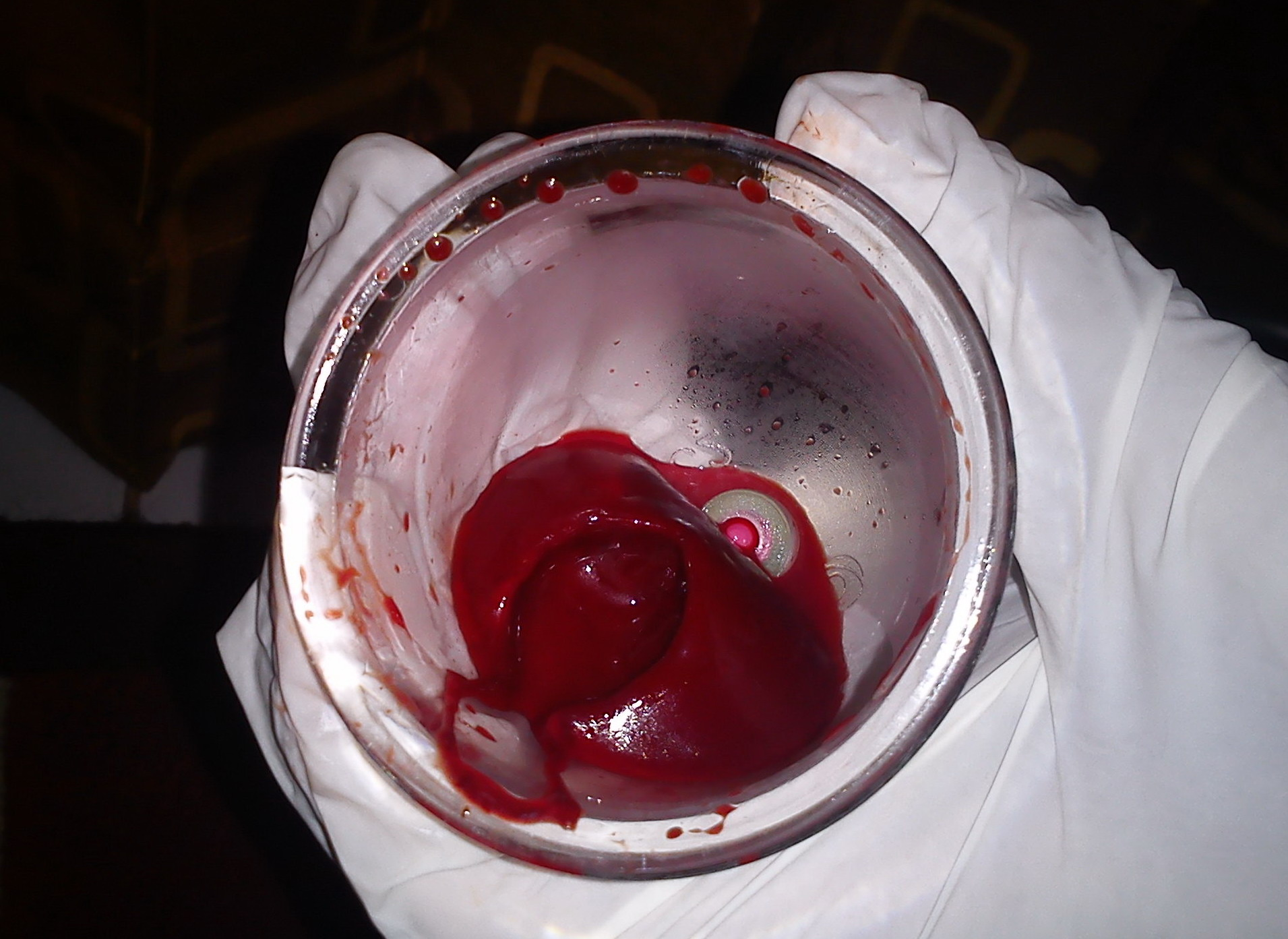
دم مستخرج بواسطة الحجامة الرطبة.

ويتم عن طريق شرط الجلد بمحجم أو مشرط جروح صغير ووضع كاسات الهواء الجافة فوقها ويتم تسريب الدماء عن طريق إحداث ضغط ماص للدماء والتراكمات الدموية بتلك المنطقة.

### الحجامة الجافة
وهي مشابهة لطريقة الحجامة الرطبة تماماً ولكن دون شرط الجلد وتشريحه، حيث لا يتم فيها تسريب الدماء، ولكن تغيير ضغط الجسم الداخلي والخارجي، وتترك الكاسات بقعا دائرية حمراء على الجلد تختفي بعد فترة قصيرة.

## تاريخ
يعتبر العلاج بالحجامة من أكثر الطرق العلاجية استخداماً قديماً؛ حيث استخدمت من قبل مختلف الشعوب القديمة وعلى نطاق واسع. وكان الأطباء العرب ممن استخدموا هذه الطريقة العلاجية.

### التاريخ القديم
استخدم الآشوريون الحجامة منذ 3300 ق.م. وتدل نقوش المقابر على أن الفراعنة استخدموها لعلاج بعض الأمراض منذ 2200 ق.م. أما في الصين فإن الحجامة مع الإبر الصينية تعتبران أهم ركائز الطب الصيني حتى الآن، كما استخدمها الأطباء الإغريق ووصفوا طرق استخداماتها. كما عرفها العرب القدماء متأثرين بالمجتمعات المحيطة بهم.

### العرب
تكلم الرازي وبالتفصيل عن هذا الموضوع وخصص فصلاً كاملاً تحدث فيه عن الحجامة، وبين فوائدها، وطرائق تطبيقها. وأوضح ابن سينا أن للحجامة بالشرط فوائد ثلاثاً:
وقد بين ابن سينا في نهاية الفصل أنه لا يجوز تطبيق الحجامة على من هم دون السنتين وفوق الستين من العمر. في حين أن الزهراوي قسم الحجامة إلى قسمين أساسيين: الحجامة بالشرط والحجامة الجافة. والأخيرة تستخدم في الأعضاء التي لا تحتمل الشرط عليها كالكبد والطحال والثديين والبطن والسرة وموضع الكلى والحق الورك، والغاية من إجرائها جذب الدم من عضو إلى عضو. وقد أوضح الزهراوي بالرسم شكل المحاجم وأوضح طريقة تطبيقها.

### الحجامة في الطب النبوي
لما جاء الإسلام أقر ممارسة الحجامة؛ فقد مارسها الرسول محمد ﷺ وتعتبر من الأدوية النبوية الطبيعية التي وردت في الطب النبوي، وسبب ورودها بالحجامة أن العرب في الغالب ما كانوا يعرفون الفصد، ولأن الحجامة أأمن منه وأنفع في البلاد الحارة. حيث قال في الصحيحين: 

روى جابر عن النبي قال: 
 وعن أبن عباس عن النبي قال:
.
وقالوا أن النبي احتجم في رأسه من وجع كان به، وفي رواية من شقيقة كانت به، وقال أنس أنه احتجم في الأخدعين والكاهل والبعض قال ظهر قدمه. وفي رواية عنه أن ما من أحد اشتكى إليه وجعاً في رأسه إلا قال له: احتجم. ولا وجعاً في رجليه إلا قال له: أخضبهما بالحناء.
وجاء في الطب النبوي أن الحجامة على الساقين تقارب الفصد وتضر الطمث وعلى القفا للرمد والبخر والصداع .
وتمنع الحجامة والفصد لمن حصل له هيضة والناقة والشيخ الكبير والضعيف الكبد والمعدة ومترتل الوجه والأقدام والحامل والنفساء والحائض وأفضل أوقات الفصد والحجامة الثانية والثالثة من النهار.
وعن الترمذي أن رسول الله  قال: «خَيْرُ مَا تَحْتَجِمُونَ فِيهِ يَوْمَ سَابِعَ عَشَرَ وَتَاسِعَ عَشَرَ أَوْ وَاحِدٍ وَعِشْرِينَ لَا يَتَبَيَّغْ بِأَحَدِكُمُ الدَّمُ فَيَقْتُلَهُ».
وعن أنس: «كَانَ رَسُولُ اللَّهِ - صَلَّى اللَّهُ عَلَيْهِ وَسَلَّمَ - يَحْتَجِمُ فِي الْأَخْدَعَيْنِ وَالْكَاهِلِ وَكَانَ يَحْتَجِمُ لِسَبْعَ عَشْرَةَ وَتِسْعَ عَشْرَةَ وَإِحْدَى وَعِشْرِينَ».
وللأيام اقتران علمي يظهر الإعجاز في اختيار هذه الأيام يراجع في هذا دراسات حديثة.

## مواضع الحجامة
- الهامة: أعلى الرأس أو وسطه.
- اليافوخ: وسط الرأس حيث يلتقي عظم مقدم الرأس ومؤخره.
- الأخدعين: جانبي العنق.
- الكاهل: أعلى الظهر ما بين الكتفين.
- ظاهر القدمين: أعلاهما.
- القمحدوة: مؤخر الرأس.
- نقرة القفا: قد تكون هي القمحدوة وقد تكون أسفلها.

وهذه المواضع تشمل الرجال والنساء ويمكن إجراؤها بدون حلاقة.